# 莽山紫菀
莽山紫菀（学名：Aster mangshanensis）是菊科紫菀属的植物，为中国的特有植物。分布在中国大陆的湖南等地，多生于山坡草丛中，目前尚未由人工引种栽培。